# Carlos Paredes (futebolista)
Carlos Humberto Paredes Monges (Assunção, 16 de julho de 1976) é um ex-futebolista e treinador paraguaio que atuava como meio-campista. Atualmente treina o Tacuary.

## Carreira
Paredes começou sua carreira no Club Olimpia do Paraguai, em 1995, vencendo cinco campeonatos nacionais, e se tornando o capitão mais jovem da história do clube, aos 20 anos. Em 2000 foi contratado pelo FC Porto de Portugal, onde venceu a Copa de Portugal na temporada 2000/01. Em 2002 foi transferido para o time italiano Reggina, até que em julho de 2006 Paredes foi para o Sporting Clube de Portugal.
Em Janeiro de 2008 rescindiu contrato com o Sporting dada alguma insatisfação por ter sido pouco utilizado na época e meia que esteve na equipa.

## Seleção
Paredes integrou a Seleção Paraguaia de Futebol na Copa América de 1999.